# دانیل سوبرالنسه
دانیل سوبرالنسه (به پرتغالی: Daniel Lopes da Silva) هافبک، مهاجم اهل برزیل است که در شهر Sobral و در تاریخ ۱۰ فوریهٔ ۱۹۸۳ به دنیا آمده‌است.
دانیل سوبرالنسه در تیم‌های فوتبال Guarany de Sobral-CE سابقهٔ حضور دارد.